# Parasemia scudderi
Parasemia scudderi là một loài bướm đêm thuộc phân họ Arctiinae, họ Erebidae.